# Carl Hupp
Carl Heinrich Hupp, auch Karl Hupp (* 18. Juli 1823 in Düsseldorf; † 27. Dezember 1906 ebenda), war ein deutscher Graveur und Medailleur sowie Koleopterologe.

## Leben
Hupp, Sohn des Schreiners und Eisendrehers Joseph Hupp und dessen Ehefrau Josepha, geborene Schäfer, besuchte 1838 und 1840 die Elementarklasse der Kunstakademie Düsseldorf. Er wirkte als Graveur und Medailleur in Düsseldorf und wohnte am Schadowplatz 11. 1848 gehörte er zu den Gründern des Düsseldorfer Künstlervereins Malkasten. Am 6. Juli 1844 heiratete Marie (1823–1894), die Tochter des Düsseldorfer Krämers Anton Ruland und dessen Ehefrau Theresia, geborene Redecker. Zu den fünf Söhnen des Paars zählte der 1859 geborene Otto Hupp, der ein bedeutender deutscher Heraldiker und Schriftgrafiker wurde. 1866 gehörte Hupp zu den Gründern des Vereins für Insektenkunde am Niederrhein (ab 1929 Entomologische Gesellschaft Düsseldorf). Zusammen mit seinem Sohn Otto legte er eine Insekten-Sammlung an, die er nach dem Tod des Pädagogen Julius Eduard Bräselmann (1810–1872) mit dessen Sammlung vereinigte. Später ging Hupps Sammlung an die Naturwissenschaftlichen Sammlungen Krefeld.